# Antonio Moscheni
Antonio Moscheni (Stezzano, 17 gennaio 1854 – Kochi, 15 novembre 1905) è stato un gesuita, missionario e pittore italiano, noto soprattutto per gli affreschi fatti nella chiesa del collegio di S. Aloysius, a Mangalore, in India.

## Biografia
Il talento artistico di Moscheni è stato scoperto molto presto tanto che fu mandato nel 1872 presso la prestigiosa Accademia di Carrara a Bergamo dove rimase parecchi anni. Egli studiò con abili maestri tra cui Enrico Scuri ed acquisì una considerevole tecnica nell'arte della pittura. Poi giunse a Roma per studiare i capolavori del Vaticano. Da lì l'affresco divenne la sua passione e svariati suoi lavori possono essere ammirati nelle chiese intorno all'area di Bergamo. Nel 1889, all'età di 35 anni, Moscheni rinunciò alla prospettiva di una brillante carriera per entrare nella Compagnia di Gesù come coadiutore laico. I suoi superiori però non permisero che il suo talento fosse sprecato. Terminati i due anni di noviziato egli fu mandato a decorare le chiese Croate, Albanesi e anche quelle del suo paese, l'Italia. In 1898 Moscheni partì per l'India. Egli fu mandato in Mangalore con l'incarico specifico di dipingere la Cappella di S. Luigi Gonzaga del collegio  Sant'Aloysius, un istituto educativo che era stato da poco fondato dai Gesuiti italiani. In seguito opererà  a Bombay nella volta e pareti laterali della Chiesa Cattedrale del Nome di Gesù ed a  Conchin nella Chiesa Cattedrale dove morirà nel 1905.

## La Cappella di Sant'Aloysius
- In vero stile barocco Moscheni dipinse muri, soffitti, colonne e ogni spazio disponibile con vivide scene raffiguranti la vita di Sant'Aloysius Gonzaga (Santo Patrono del collegio), altri gesuiti missionari, santi e martiri della Chiesa, misteri della fede cristiana (Trinità, Cristo con la sua Madre), fondatori degli altri ordini religiosi, ecc. Egli impiegò poco più di due anni per terminare questo lavoro.
- Oltre alla Cappella egli dipinse anche alcuni affreschi nel refettorio dei Gesuiti: scene che evocano i primi anni di Ignazio di Loyola e quelle relative alla nascita della Compagnia di Gesù. Inoltre, meno noto ma molto insolito, visto che stava lavorando in un collegio cattolico del XIX secolo,  un affresco di Saraswati, la dea Indù della Conoscenza. Merita di essere citato anche, perché prova quanto Moscheni fosse un uomo precursore dei tempi, lo stemma dipinto sul palco con la scritta in sanscrito: Satyam eva Jayate. [La verità vince sempre]

## Altre opere
L'idea originale dei suoi Superiori era quella di far rientrare Moscheni in Europa dopo il termine del lavoro al Saint Aloysius College, ma la sua fama in India era talmente cresciuta che richieste arrivavano che non potevano essere ignorate. Toccò alla cappella dell'Ospedale di Kankanady, alla vecchia chiesa di Agrar, al seminario di Mangalore e  alla Cattedrale Holy Name di Bombay beneficiare in seguito del suo talento. Ma nessuna tra tutte queste esperienze fu più completa e totale di quella nella cappella di St. Aloysius di Mangalore. Il vescovo di Cochin lo chiamò nel 1905. Appena completato la propria opera nel Santuario della cattedrale di Cochin, Moscheni si ammalò: un acutissimo caso di dissenteria che alla fine gli fu fatale. Egli morì il 15 novembre del 1905 e fu sepolto nel cimitero Gesuita di Cochin. In Italia operò a Stezzano, suo paese natale, presso il Santuario della Madonna dei Campi e l'abitazione di famiglia, a Trescore Balneario (Bg) nella Parrocchiale e nella Villa Suardi, a Manerbio (Bs) nella Parrocchiale, a Piacenza nel Collegio dei Gesuiti ed a Modena nella chiesa dei Gesuiti. Lasciò sue opere inoltre nelle chiese dei Gesuiti di Scutari in Albania, Porto Re, Spalato e Dubrovnik in Croazia.  
La cappella di St. Aloysius resta l'unico esempio d'arte barocca in India. Essa riceve migliaia di visitatori all'anno. Prevedibilmente, il dipartimento postale indiano ha scelto di riprodurre  uno degli affreschi di Moscheni quando, nel 2001, si decise di commemorare il centoventesimo anniversario della fondazione del St Aloysius College di Mangalore.